# Alik (album)
Pour les articles homonymes, voir Alik (homonymie).
Albums de Orchestre national de Barbès
Poulina
(1999) Rendez-vous Barbès
(2010)
Alik est le troisième album du groupe Orchestre national de Barbès, sorti le 4 février 2008 chez Wagram Music près de 10 ans après leur précédent opus.

## Liste des titres
1. Civilisé - 4:45
2. Résidence (carte de résidence) - 4:17
3. Khati Hlima - 5:28
4. Wawa - 3:46
5. Lila - 4:05
6. La rose valse (tu n'es plus comme avant) - 4:23
7. Sympathy for the Devil - 6:15
8. Alik - 5:22
9. Madame - 4:16
10. La Rose (tu n'es plus comme avant) - 5:06

## Musiciens
Ont participé à cet album Mehdi Askeur, Fateh Benlala, Ahmed Bensilhoum, Youssef Boukella, Fathellah Ghoggal, Mustapha Mataoui, Taoufik Mimouni, Khlif Mizzialaoua, Michel Petry, Kamel Tenfiche.